# Галерея нових майстрів

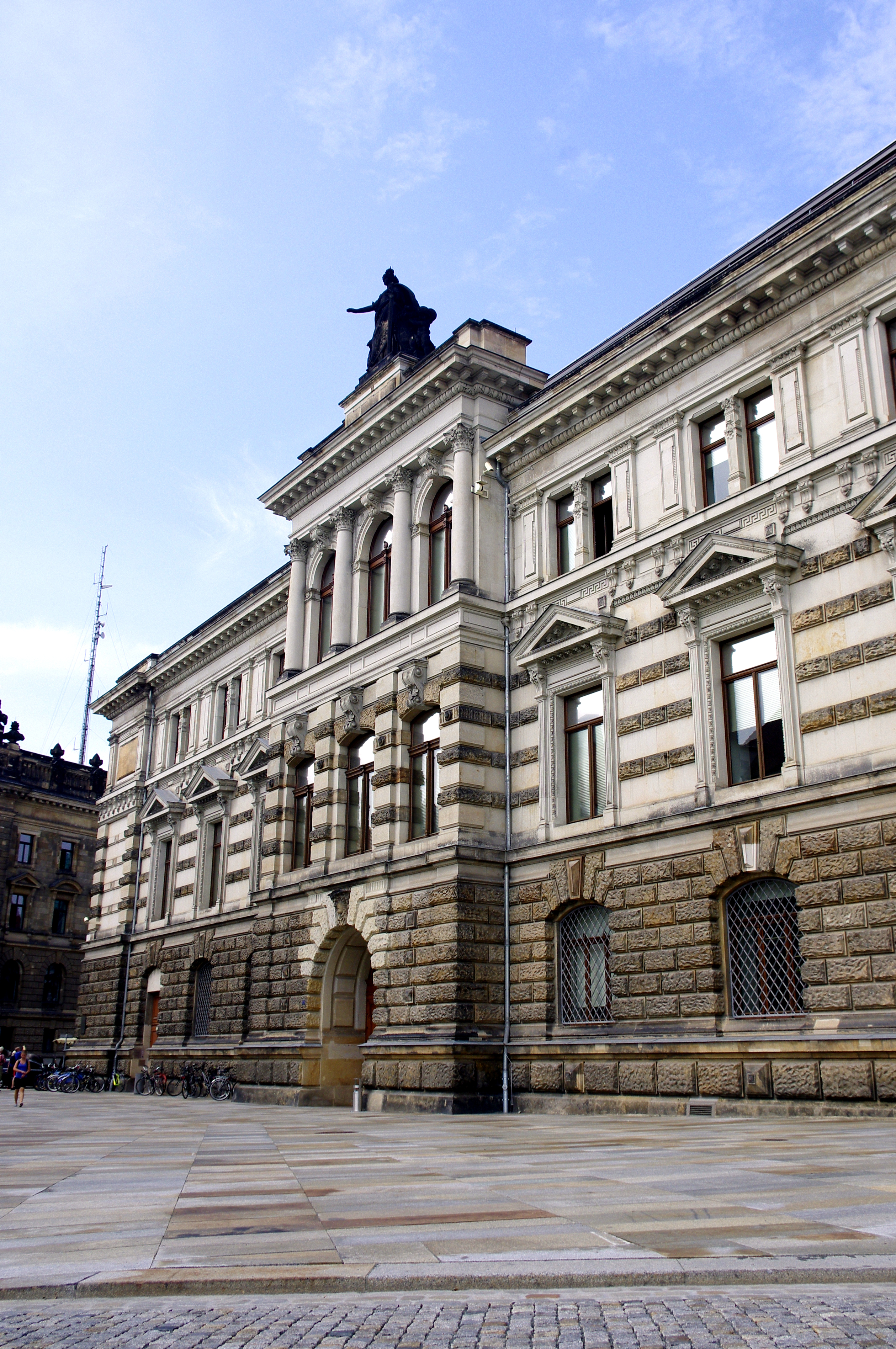
Зібрання галереї розміщені в Альбертинумі

Галере́я нови́х майстрі́в (нім. Galerie Neue Meister) в Дрездені, як і Галерея старих майстрів, належить до Державних художніх зібрань Дрездена і налічує близько 2500 картин XIX і XX століть. З 1965 року перебуває в Альбертінумі.

## Історія
Зібрання галереї виникло з колекції Галереї старих майстрів, для якої здійснювалися систематичні покупки сучасного мистецтва після 1843 року. Її історія тісно пов'язана з ім'ям саксонського міністра Бернхарда фон Лінденау (1779–1854), який надав необхідні кошти для придбання сучасних робіт. Однією із темних сторінок в історії музею стала акція «Дегенеративного мистецтва» у часи націонал-соціалізму, в результаті якої були втрачені 56 полотен, у тому числі роботи Едварда Мунка, Макса Бекмана і Еміля Нольде. Після повернення картин, вивезених у Радянський Союз як трофеї, галерея була розміщена в Альбертінумі як самостійний музей.
Як і більшість музейних будівель Дрездена будівля Альбертінум постраждала під час війни, але була відновлена однією з перших. З 1959 року тут виставлялися колекції Зібрання скульптури, а також фрагменти Зібрання порцеляни, гравюрного кабінету, Нумізматичного кабінету, Зелених склепінь та Історичного музею (сьогодні — Збройна палата) Державних художніх зібрань Дрездена. Під час повені на Ельбі в 2002 році вода проникла в підземні сховища будівлі. Це стало приводом для проведення реконструкції, здійсненої в тому числі завдяки пожертвам німецьких художників. 2010 року в Альбертінумі були відкриті Зібрання скульптури і Галерея нових майстрів.

## Постійна експозиція
Галерея нових майстрів здобула свою популярність завдяки великому зібранню робіт епохи романтизму, мистецтва XX століття і сучасних художників. Відмінною особливістю зібрання є той факт, що Дрезденське зібрання Нового часу починається з робіт Каспара Давида Фрідріха, головного представника німецького романтизму на зламі XVIII та XIX століть.
В хронологічному порядку в музеї представлені інші художники цієї епохи: Карл Густав Карус, Юхан Крістіан Даль, Людвиг Ріхтер. За ними йдуть французькі та німецькі імпресіоністи Клод Моне, Едгар Дега, Макс Ліберман, Макс Слефогт; експресіоністи, в тому числі Отто Дікс і художники об'єднання «Міст»: Ернст Людвіг Кірхнер, Карл Шмідт-Ротлуфа, а також представники дрезденського Сецессіону — Бернхард Кречмар, Карл Лозі. Нововведенням стали також зали «Мистецтво в розділеній Німеччині», «Мистецтво після 1989 року», в яких протиставлена творчість художників ГДР і ФРН (Вернер Тюбке, Вольфганг Маттойер, Зігмар Польке, Гюнтер Фрутрунк, Норберт Тадеуш), а також східно- та західнонімецьких художників (Еберхард Хавекост, Нео Раух, Торальф Кноблох, Іоханес Карс). Для творчості художників А. Р. Пінка і Георга Базеліца відведені окремі виставкові зали. Дві зали, присвячені творчості Герхарда Ріхтера, в оформленні яких він брав участь і для яких він створив нові полотна, є завершальною частиною постійної експозиції.

### Відомі експонати

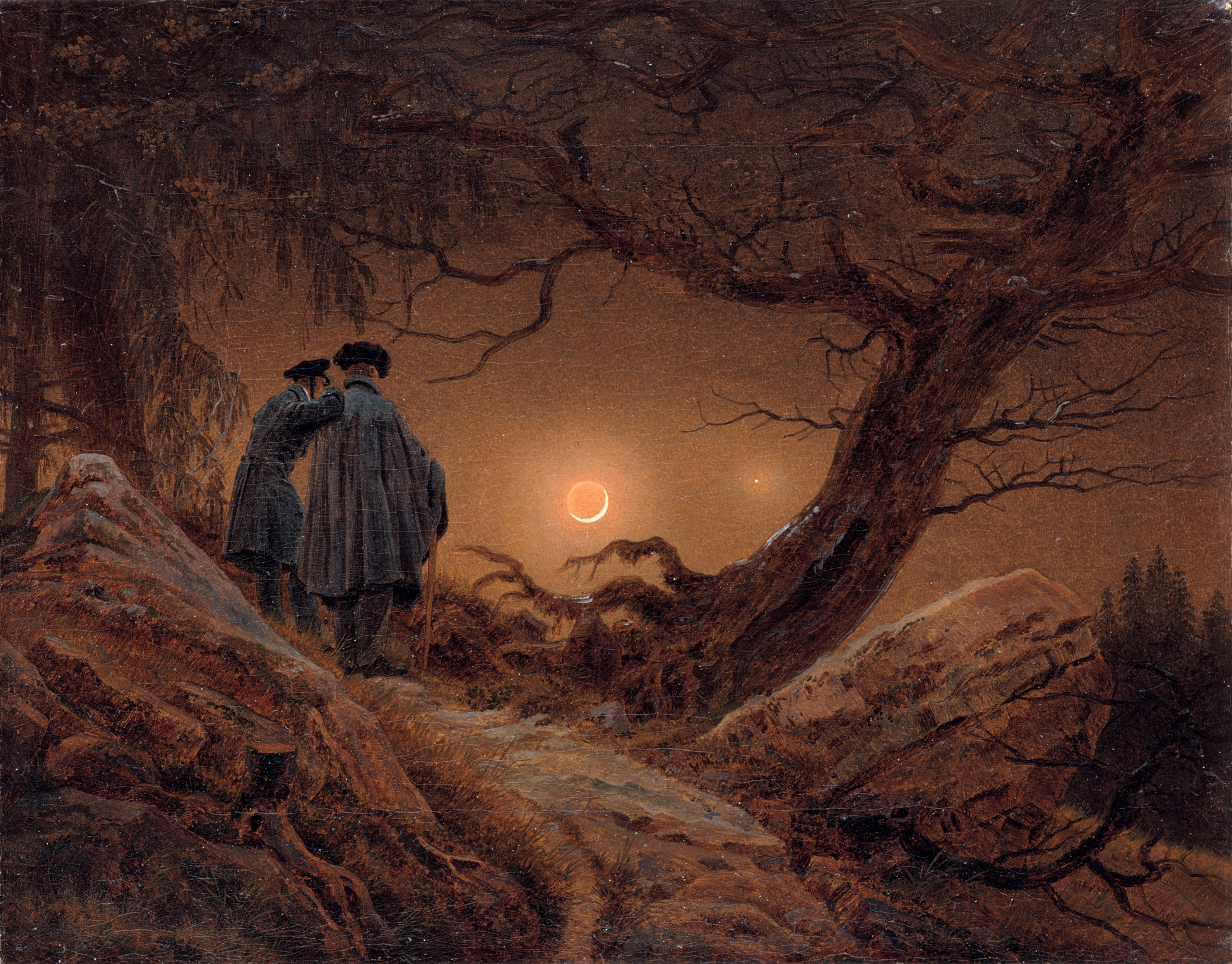
Каспар Давид Фрідріх: Двоє чоловіків споглядають місяць
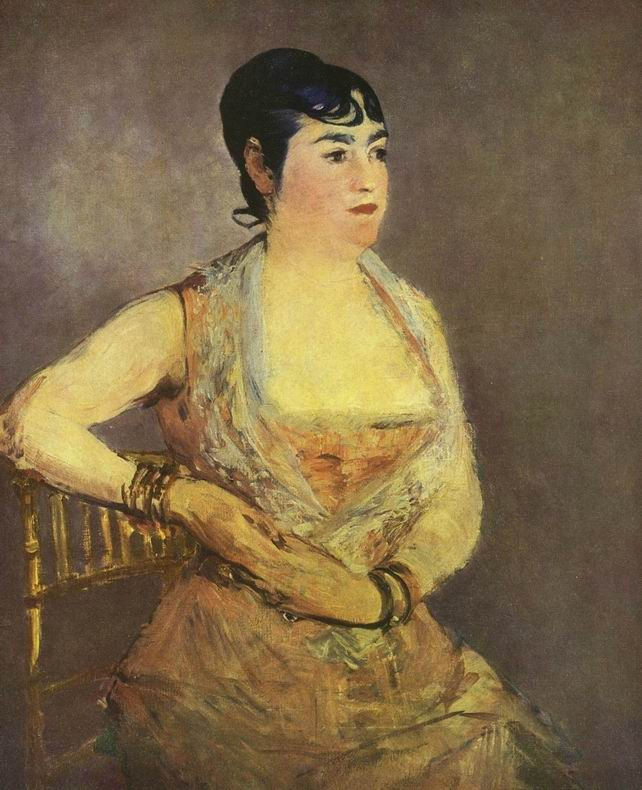
Едуар Мане: Дама в рожевому, мадам Мартін
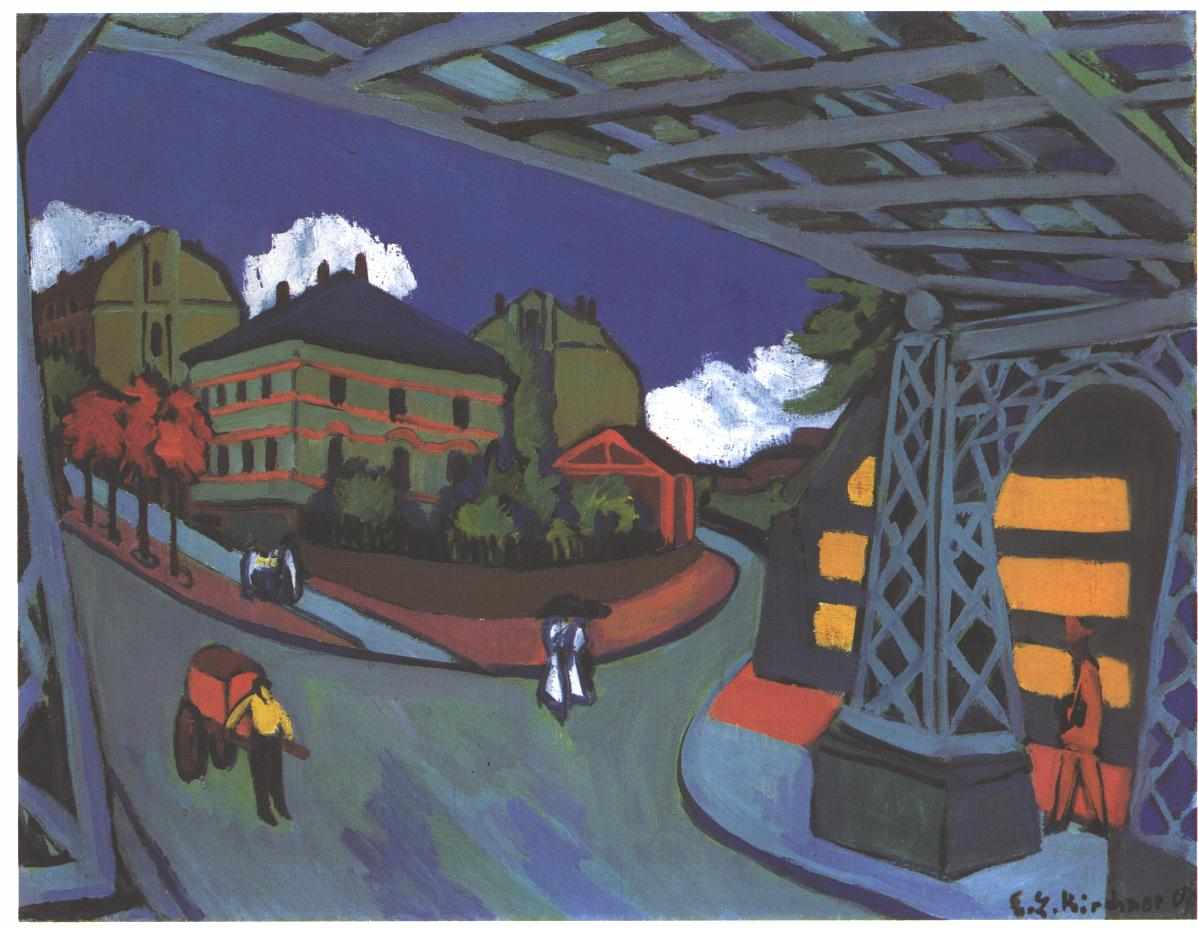
Ернст Людвіг Кірхнер: Залізничний проїзд під мостом в Дрездені
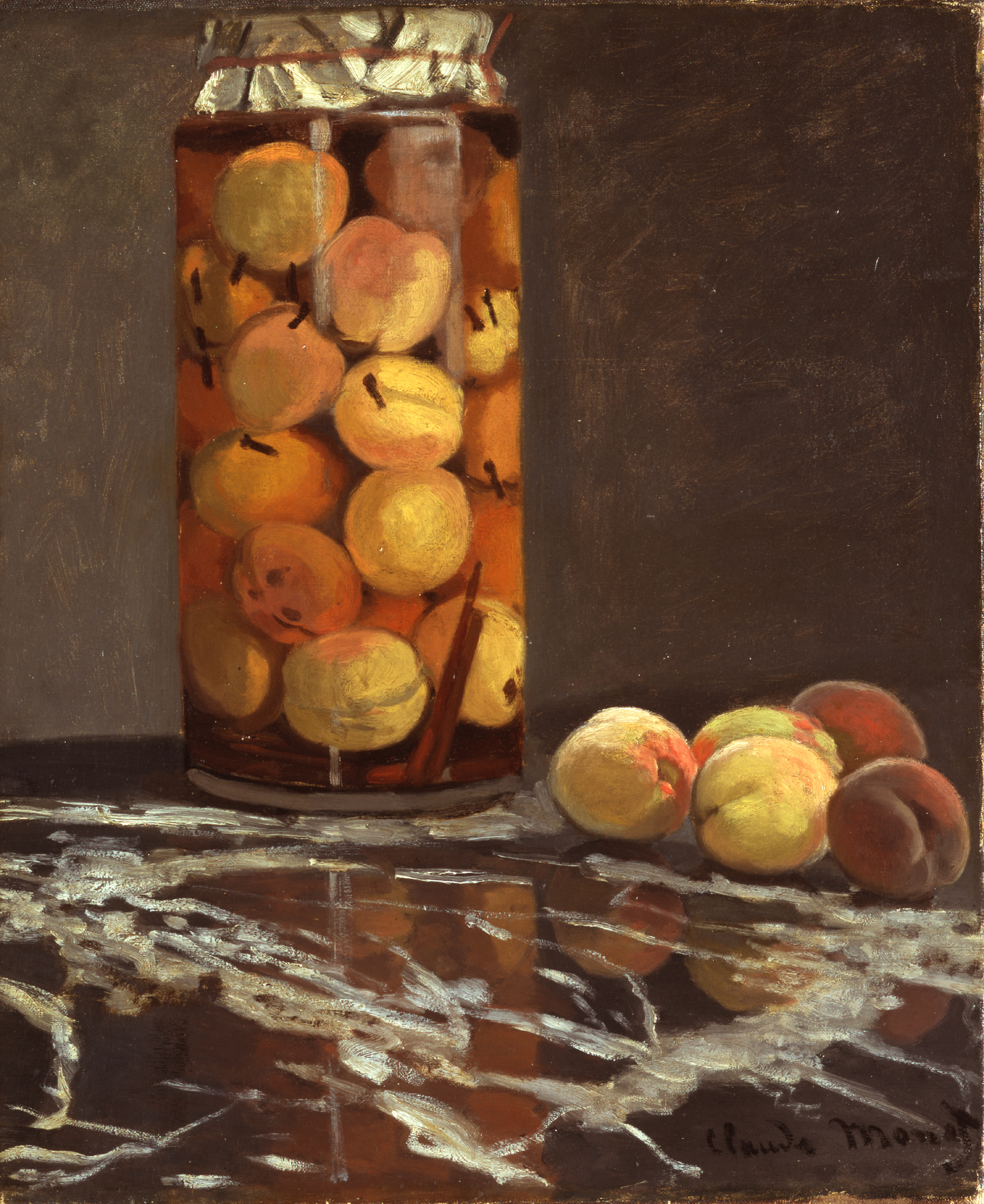
Клод Моне: Банка персиків
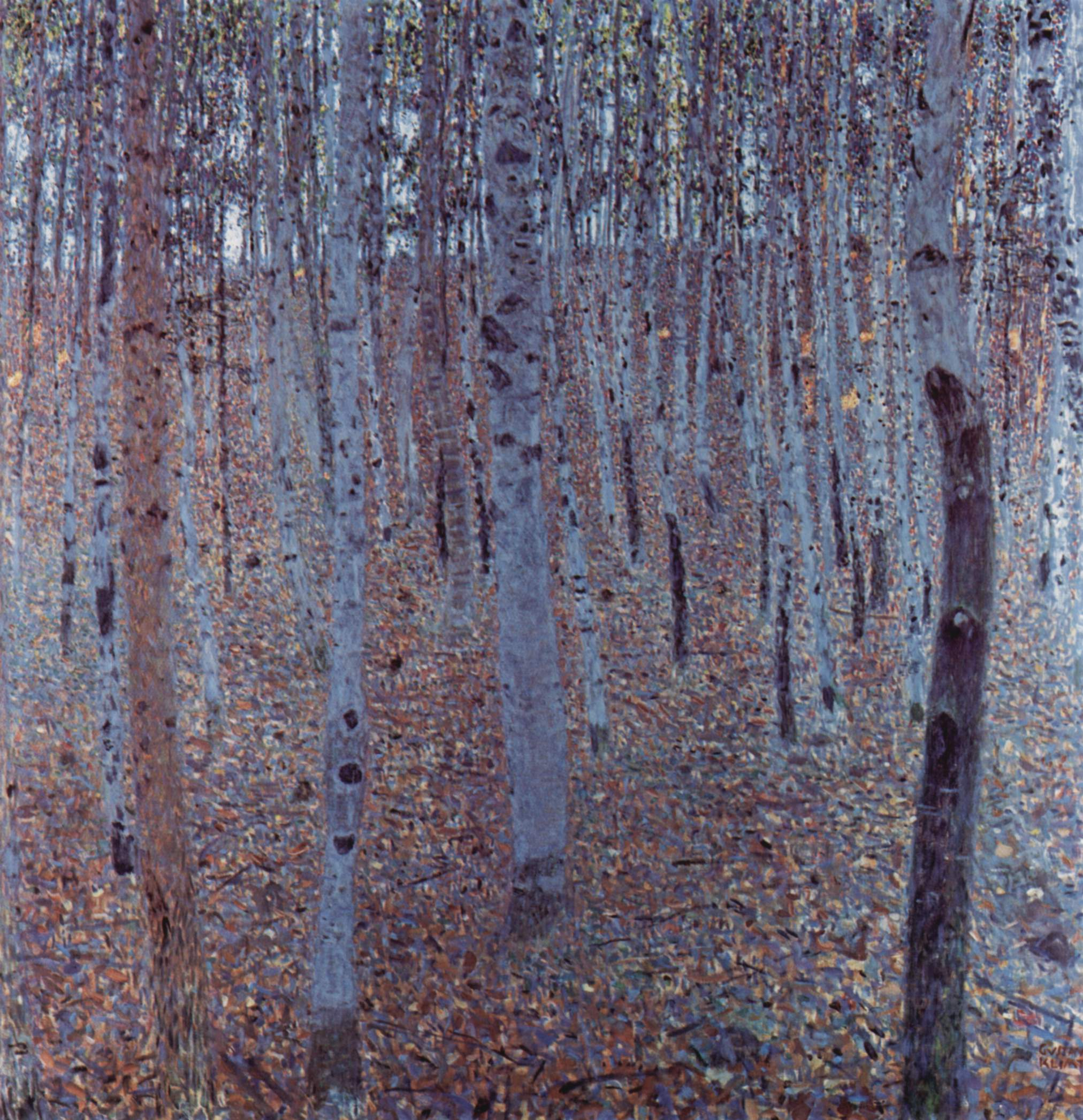
Густав Клімт: Буковий гай I
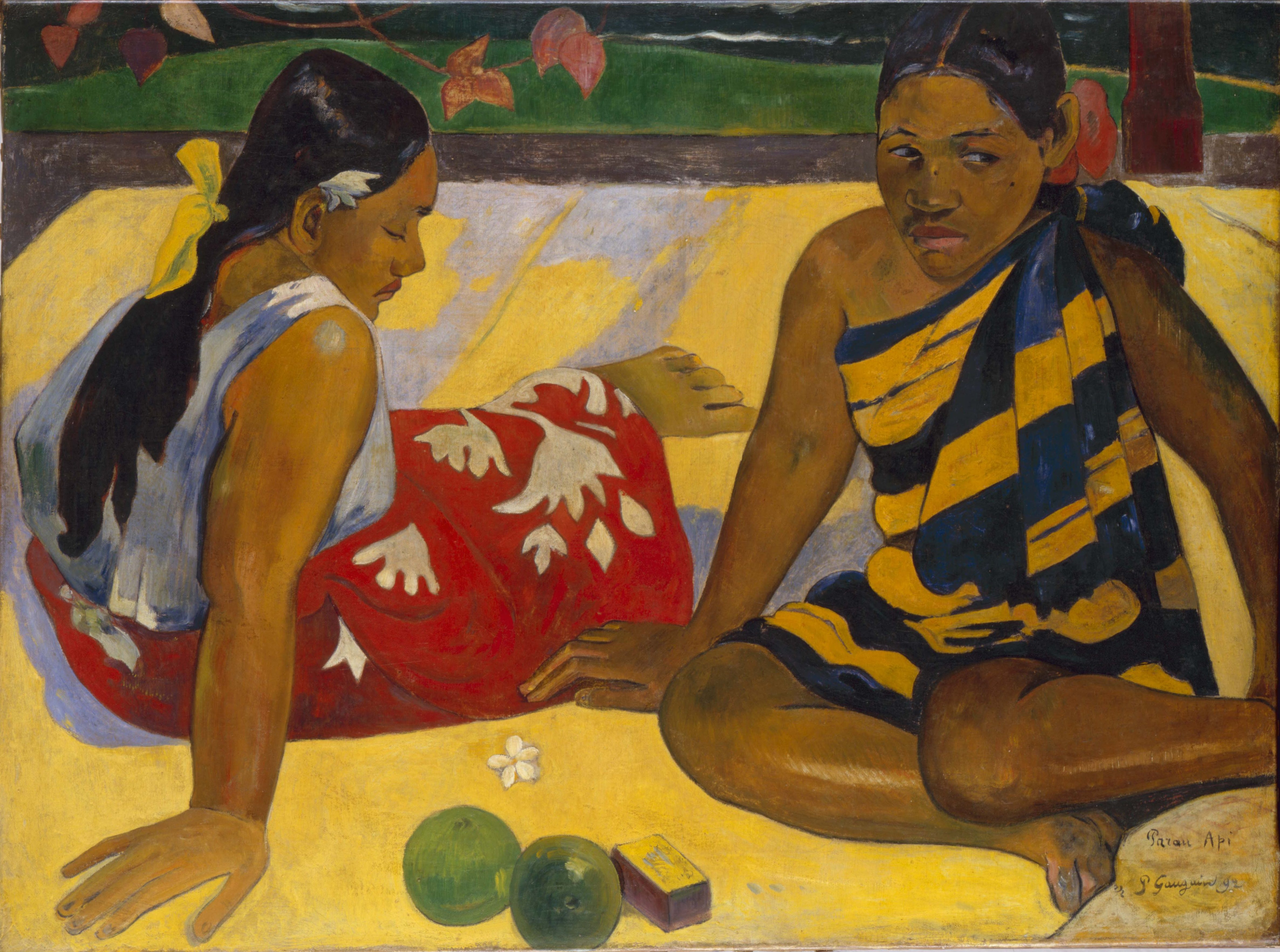
Поль Гоген: Дві таїтянки
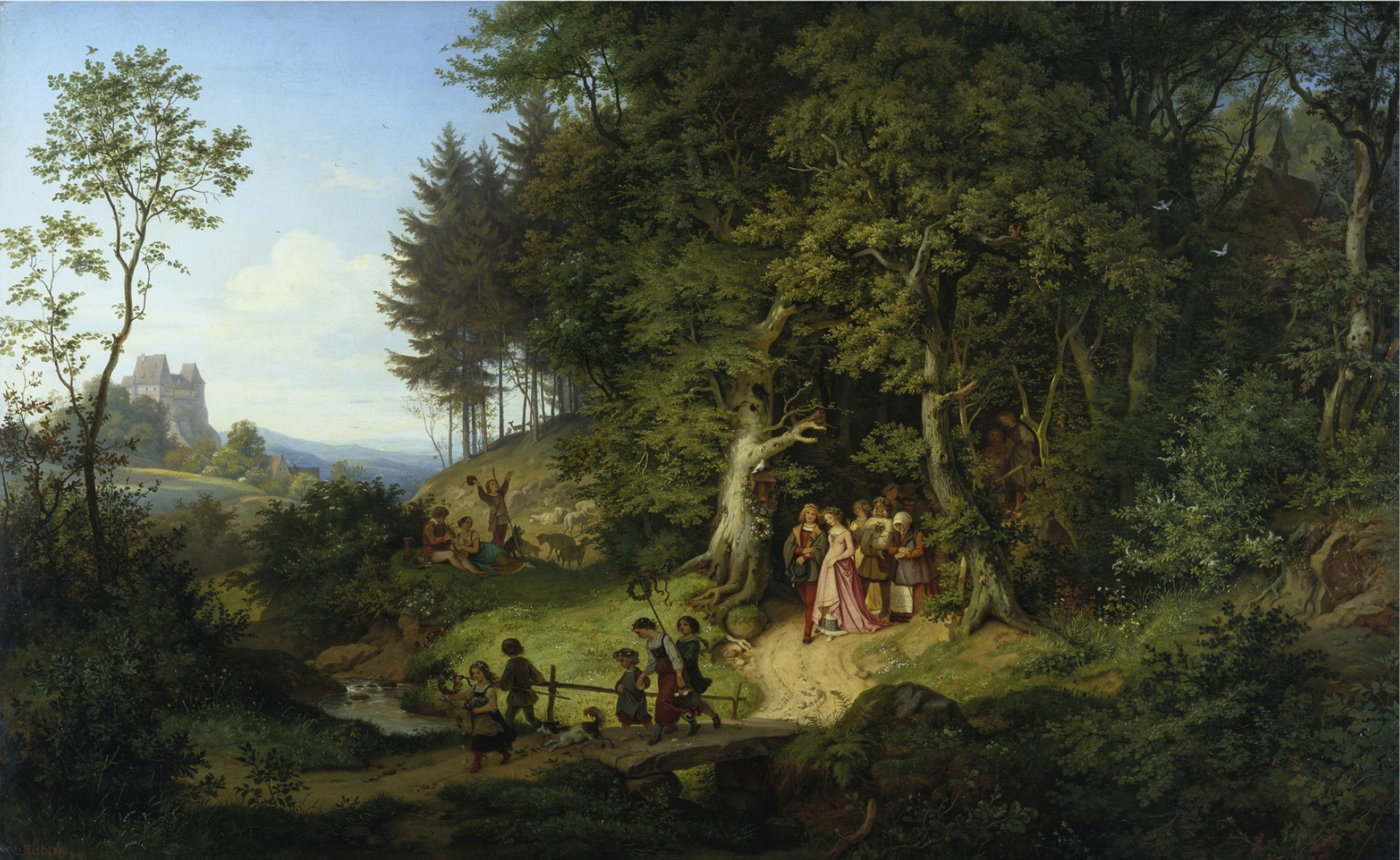
Людвиг Ріхтер: Весільна процесія